# Erik Resell
Erik Nordsæter Resell (Trondheim, 28 settembre 1996) è un ciclista su strada e ciclocrossista norvegese che corre per l'Uno-X Mobility.

## Palmarès

### Strada
- 2018 (Uno-X Norwegian Development Team, una vittoria)

Omloop Het Nieuwsblad Beloften

### Cross
- 2016-2017

Campionati norvegesi, Elite

## Piazzamenti

### Classiche monumento
- Giro delle Fiandre

2022: ritirato
2023: ritirato
2024: ritirato
2025: ritirato
- Parigi-Roubaix

2022: 69º
2022: 55º
2025: 26º

### Competizioni mondiali
- Campionati del mondo

Bergen 2017 - Cronosquadre: 15º

### Competizioni europee
- Campionati europei

Plouay 2020 - In linea Elite: 73º
Drenthe 2023 - In linea Elite: 19º